# Sfârleanca
Sfârleanca – wieś w Rumunii, w okręgu Prahova, w gminie Dumbrăvești. W 2011 roku liczyła 376 mieszkańców.